# FEB Eredivisie 1973-1974
La FEB Eredivisie 1973-1974 è stata la 29ª edizione del massimo campionato olandese di pallacanestro maschile. La vittoria finale è stata ad appannaggio dello Rotterdam-Zuid.

## Risultati

### Stagione regolare
|     | Squadra             | G  | V  | P  | PF   | PS   | Pt. | Qualificazione |
| --- | ------------------- | -- | -- | -- | ---- | ---- | --- | -------------- |
| 1.  | Rotterdam-Zuid      | 38 | 33 | 5  | 3835 | 2888 | 66  |                |
| 2.  | Flamingo's Haarlem  | 38 | 32 | 6  | 3782 | 3032 | 64  |                |
| 3.  | Punch Delft         | 38 | 30 | 8  | 3934 | 3121 | 60  |                |
| 4.  | Lions Zandvoort     | 38 | 23 | 18 | 3621 | 3402 | 46  |                |
| 5.  | EBBC Den Bosch      | 38 | 20 | 18 | 3438 | 3212 | 40  |                |
| 6.  | Donar Groningen     | 38 | 20 | 18 | 3372 | 3175 | 40  |                |
| 7.  | Leida               | 38 | 20 | 18 | 3383 | 3274 | 40  |                |
|     |                     |    |    |    |      |      |     |                |
| 8.  | Blue Stars          | 38 | 23 | 15 | 3494 | 3290 | 46  |                |
| 9.  | Canadians Amsterdam | 38 | 17 | 21 | 3070 | 3251 | 34  |                |
| 10. | ASVU Amstelveen     | 38 | 17 | 21 | 3407 | 3611 | 34  |                |
| 11. | DBV Rowic           | 38 | 16 | 22 | 3395 | 3539 | 32  |                |
| 12. | FAC Den Helder      | 38 | 8  | 30 | 2940 | 3630 | 16  | retrocesse     |
| 13. | Haarlem Cardinals   | 38 | 4  | 34 | 3027 | 4047 | 8   | retrocesse     |
| 14. | DED Amsterdam       | 38 | 3  | 35 | 2824 | 4059 | 6   | retrocesse     |

| Eredivisie 1973-1974     |
| ------------------------ |
| Rotterdam-Zuid 1º titolo |

## Formazione vincitrice
| N° | Naz.                   | Ruolo | Sportivo       |  | Alt. |  |
| -- | ---------------------- | ----- | -------------- |  | ---- |  |
|    | Stati Uniti (bandiera) | AP    | Jackie Dinkins |  | 196  |  |
|    | Paesi Bassi (bandiera) | C     | Jan Loorbach   |  | 216  |  |
|    | Paesi Bassi (bandiera) | P     | Jan Dekker     |  | 175  |  |

## Premi e riconoscimenti
- Quintetto ideale:
  -  Jan Dekker, Rotterdam-Zuid
  -  Jackie Dinkins, Rotterdam-Zuid
  -  Hank Smith, Flamingo's Haarlem
  -  Kees Akerboom, Flamingo's Haarlem
  -  Gary Freeman, Lions Zandvoort
- Quintetto difensivo:
  -  Frank Kales , Flamingo's Haarlem
  -  Jan Dekker, Rotterdam-Zuid
  -  Jackie Dinkins, Rotterdam-Zuid
  -  Hank Smith, Flamingo's Haarlem
  -  Bob Heuts, Leida